# Американізми
Американізми — лексичні, фонетичні та граматичні особливості англійської мови в США, що являють собою порівняно нечисленні відхилення від британської літературної норми. До них належать слова, що виникли в Сполучених Штатах Америки і не отримали поширення в Англії: назви рослин і тварин північноамериканського континенту, різних явищ, пов'язаних з державним і політичним ладом США, з побутом американців. Американізмом можна назвати слова в російській чи українській мовах, запозичені з американського діалекту у зв'язку з широким розповсюдженням американських фільмів, пісень і західних рухів.
Слова, поширені в американській, але не британській англійській можуть бути архаїчні (fall — осінь, замість autumn). Часто це слова, утворені сполученням двох слів в одне (deadbeat, brainstorm, fixer-upper). Крім того, існують слова, що мають різні значення в американській англійській і британській англійській:
- block:

амер. квартал
брит. будівля
- pavement:

амер. мостова
брит. тротуар
- аптека:

амер. drugstore
брит. chemist’s shop
- бензин:

амер. gasoline, gas
брит. petrol
- corn

амер. кукурудза,
брит. пшениця

## Нові слова
- squaw-man — білий, одружений з індіанці
- rolling country — горбиста місцевість

## Спрощення словосполучень
- «want to» до «wanna», у значенні «Що ти хочеш (або будеш)»: I wanna drink. = I want to drink.
- «going to» до «gonna» у значенні «Що ти збираєшся робити»: I am gonna do that right now. = I am going to do that right now.
- «got to» до «gotta» у значенні «Що ти повинен (зобов'язаний) зробити»: I gotta go now. = I have to go now.
- Gotta ciggie? = Have you got a cigarette?

Крім того, написання деяких буквосполучень в словах спрощується до подоби звукового аналога:
What're doing? = What are you doing?